# Gandakasia
Gandakasia là một chi cá voi tiền sử thuộc họ Ambulocetidae, sinh sống trong thế Eocen. Nó có lẽ săn bắt các con mồi gần sông hay suối. Loài duy nhất đã biết thuộc chi này có danh pháp là Gandakasia potens Dehm & Oettingen-Spielberg, 1958.

## Phát sinh loài
Phát sinh loài tại đây vẽ theo Mikko's Phylogeny Archive.
```
Cetacea
 
sensu lato

|-- 
Pakicetidae

`-+- 
Ambulocetidae

`-+- 
Himalayacetus

|- Gandakasia
|-+-- 
Ambulocetus

| `--o 
Remingtonocetidae

`—o 
Protocetidae

`--o 
Basilosauridae

`---o 
Basilosaurinae

`--o 
Dorudontinae

`—Autoceta [Cetacea 
sensu stricto
]
```